# サヤハシチドリ
サヤハシチドリ（鞘嘴千鳥、学名 Chionis albus）は、チドリ目サヤハシチドリ科サヤハシチドリ属の1種の海鳥である。
チドリと総称されるチドリ科とは、同目同亜目だが別科である。ナンキョクバト（南極鳩）とも言うが、ハトとの類縁関係は薄い。

## 分布
南極半島、パタゴニアなど南アメリカ大陸南部、フエゴ島、南大西洋の島々に生息する。

## 形態
体長約40センチメートル、広げた両翼の長さ約80センチメートル。

## 生態
雑食だが、主に腐肉食。ペンギンの雛や卵を捕食したり、南極基地のゴミをあさったりする。
近縁種にカオグロサヤハシチドリ (Chionis minor) がいる。